# 利兹柯克凯特市场
柯克凯特市场（Kirkgate Market /ˈkɜːrɡət/）是英国利兹市中心的一个传统市场，是欧洲最大的有顶市场，本身也是一座一级登录建筑。

## 历史

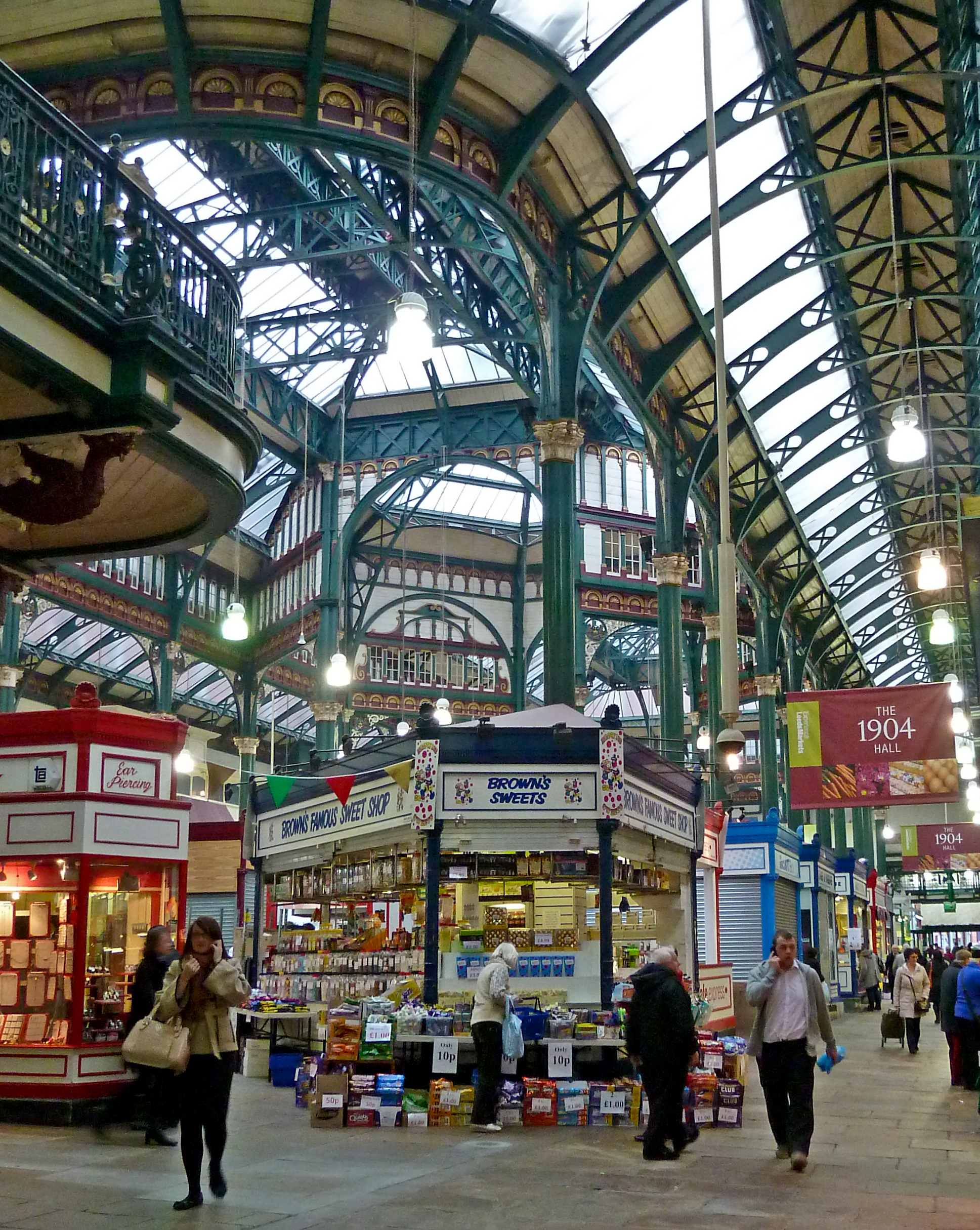
市场内部

市场于1822年开业，本来是露天市场，1850年至1875年间加盖。1884年，玛莎百货在市场中创办。1904年，市场耗资£116,700重建。